# Віньяс
Віньяс (ісп. Viñas) — муніципалітет в Іспанії, у складі автономної спільноти Кастилія-і-Леон, у провінції Самора. Населення — 242 особи (2010).
Муніципалітет розташований на відстані близько 280 км на північний захід від Мадрида, 65 км на північний захід від Самори.
На території муніципалітету розташовані такі населені пункти: (дані про населення за 2010 рік)
- Рібас: 56 осіб
- Сан-Блас: 43 особи
- Вега-де-Нуес: 21 особа
- Віньяс: 122 особи

## Демографія
Динаміка населення (INE ):